# Ducetia crosskeyi
Ducetia crosskeyi är en insektsart som beskrevs av David R. Ragge 1961. Ducetia crosskeyi ingår i släktet Ducetia och familjen vårtbitare. Inga underarter finns listade i Catalogue of Life.